# Championnat d'Europe de courses de camions
Pour les articles homonymes, voir CECC.

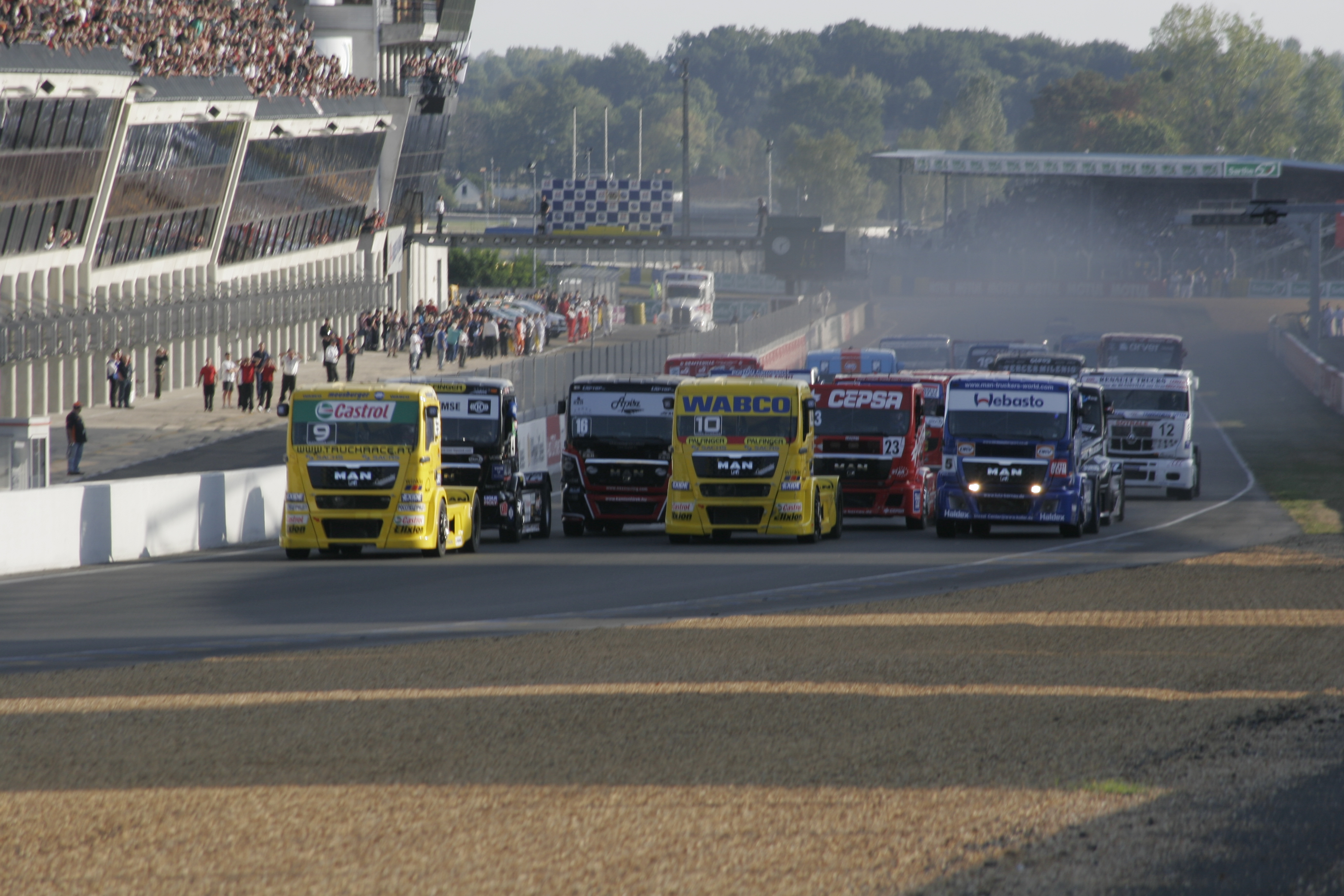
Départ de la course 2 lors du Championnat d'Europe au Mans, en 2009.

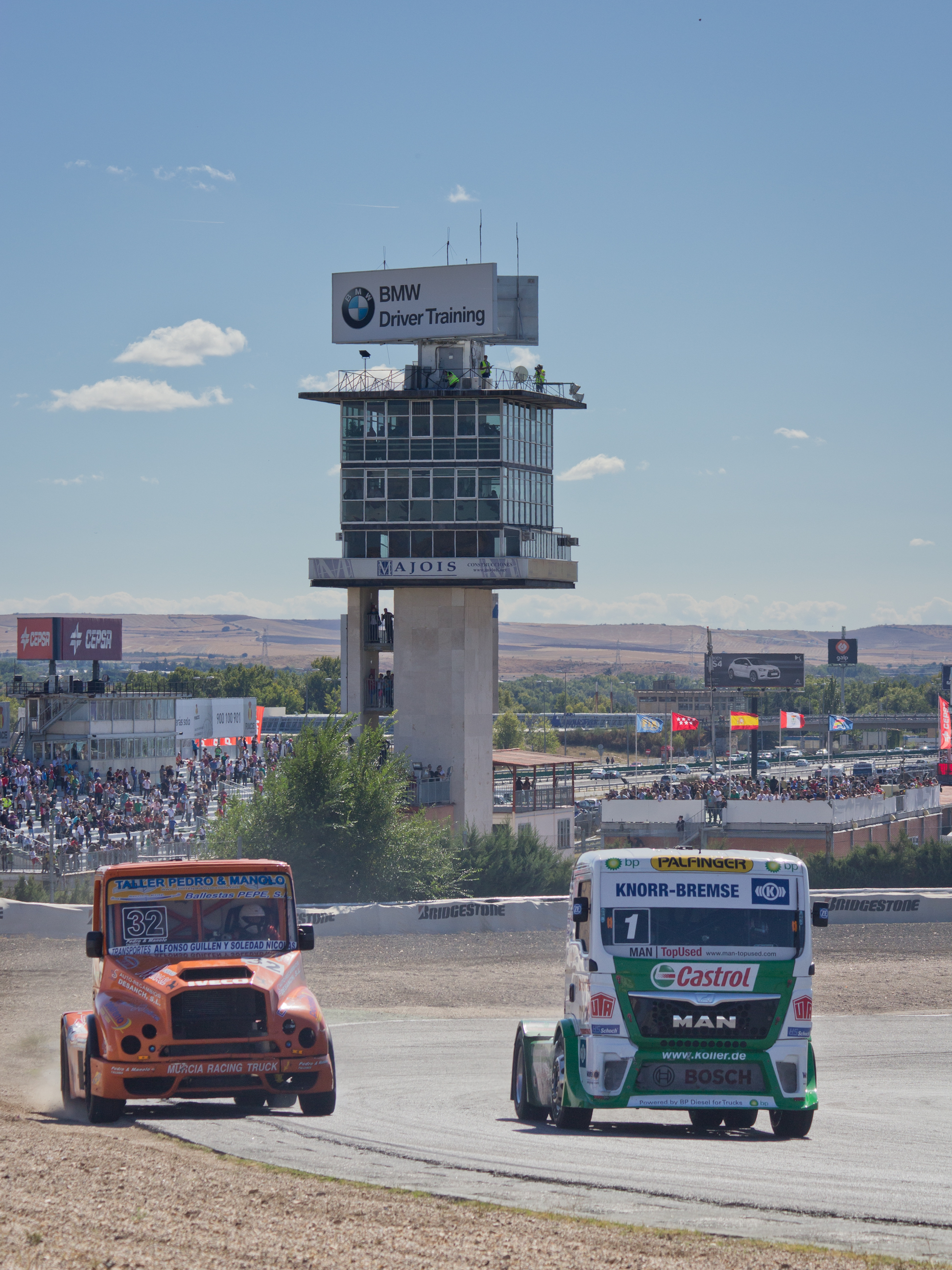
Pedro Ignacio García Marco, et Jochen Hahn, au Circuit de Jarama en 2013.

Le Championnat d'Europe de courses de camions, appelé ETRC ou CECC en français, est une discipline de sport mécanique qui rassemble des camions de compétition de très haut niveau. Il s'agit du deuxième rassemblement de spectateurs après la Formule 1 sur les circuits européens. Il n'existe pas d'équivalent de cet ampleur sur un autre continent ni même un championnat du monde.
Chaque année depuis 1985, un championnat européen des pilotes est organisé, complété depuis 2006 par un championnat européen par équipe. Le championnat est basé sur des weekend de courses, dans lesquels des camions de compétition s'affrontent sur circuits routiers fermés permanents.
Cette discipline, régie par la Fédération internationale de l'automobile (FIA), est gérée par la Truck Race Organisation (TRO) puis par l'ETRA Promotion GmbH (European Truck Racing Association) à partir de la saison 2016. Après des débuts sur des camions de série, le championnat se professionnalise, les camions deviennent des prototypes et des super prototypes adaptés à la course avec l'appui des constructeurs qui y investissent des sommes de plus en plus élevées, en espérant tirer profit des retombées médiatiques. Le championnat est une vitrine technologique de l'industrie du transport routier qui y expérimente des nouveautés techniques en conditions extrêmes et susceptibles d'être adaptées ensuite sur les camions de série. 
Les règles techniques qui sont mises à jour tous les ans par la FIA sont très strictes sur la vitesse maximale autorisée, la cylindrée, les pièces mécaniques utilisées, dans un souci de sécurité, de maintien des coûts et plus récemment de durabilité grâce à la mise en œuvre d'un système de gestion environnementale. La limitation de vitesse à 160 km/h pour des raisons de sécurité constitue la règle la plus unique pour un sport mécanique. 
MAN détient le record du nombre de titres des motoristes avec 20 victoires, bien que ce championnat n'existe pas. L'équipe Buggyra Racing 1969 détient le record de titres par équipe. Le record chez les pilotes est détenu conjointement par Jochen Hahn et Norbert Kiss avec six sacres chacun.

## Historique
L'histoire des courses de camions apparait aux Etats-Unis dans les années 1970, lorsqu'est créé un championnat qui se dispute sur des ovales situés dans l’est américain. Des championnats se créent dans différents pays européens puis est fondée l'Organisation européenne de courses de camions, rebaptisée par la suite en Association européenne de courses de camions. Au cours des premières années, des camions routiers standard étaient utilisés.

### Les débuts: 3 catégories (1985-1993)

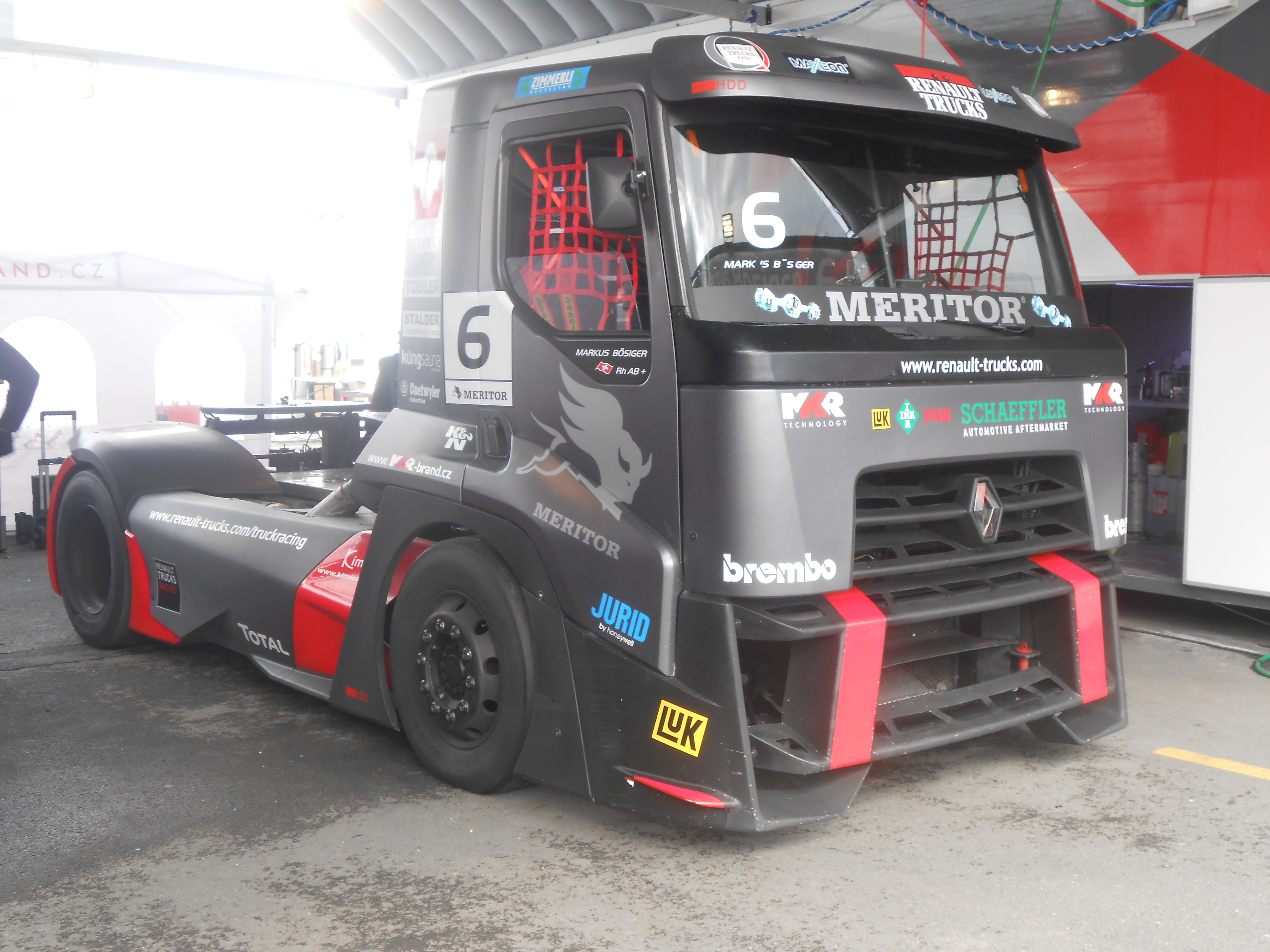
Le Renault Truck "Premium" du suisse Markus Bösiger (équipe MKR Technology), lors des 24 heures du Mans camions (2013).

Le championnat est créé en 1985, trois catégories de camions en fonction de leur cylindrée et de leur poids y concourent : La classe A jusqu'à 11,9 litres et 5 tonnes, la classe B jusqu'à 14,1 litres et 5,5 tonnes, et la classe C jusqu'à 18,5 litres et 6 tonnes.

### Coupe d'Europe: 2 catégories (1994-2005)
En 1994, la discipline passe sous l’égide de la FIA, le nombre de catégories passe de trois à deux, les Trucks et les Super-Trucks. Les Trucks correspondent aux camions de série, tandis que les Super-Trucks sont dotés de châssis prototypes avec des moteurs de 1 600 chevaux et autres spécificités techniques. 
Mercedes-Benz est présent dans le championnat européen depuis le début mais décide de se retirer en 2001 de la catégorie super truck pour des raisons financières, les coûts avaient atteint de nouveaux sommets. Cette même année Man se retire également de cette catégorie.

### Championnat d'Europe: une catégorie unique depuis 2006
En 2006, la discipline devient un championnat, seule la catégorie "Trucks" reste en compétition. La FIA a décidé de supprimer la catégorie "Super-Trucks" afin de réduire les coûts. Les équipes doivent désormais garder plusieurs éléments d'origine et l'utilisation de différentiel a été interdit, car trop coûteux et ralentit le rythme de la course.
Renault Trucks se lance dans la compétition en 2007 et affiche clairement ses ambitions et sa volonté de se positionner comme un leader du championnat. En 2010, une nouvelle équipe, MKR Technologie motorisée par Renault Trucks intègre le championnat et obtient le titre de champion d'Europe par équipe cette même année ainsi qu'en 2012. L'équipe s'agrandit avec l'arrivée d'un troisième camion et d'un troisième pilote, Adam Lacko. Anthony Janiec rejoint une nouvelle équipe le MKR Team 14 Juniors. 
Jochen Hahn devient le nouveau champion d'Europe en remportant le titre en 2011, 2012 et 2013. L'équipe Lutz Bernau Cepsa remporte le titre par équipes en 2011.

### Une nouvelle ère et l'arrivée de l'écologie depuis 2015

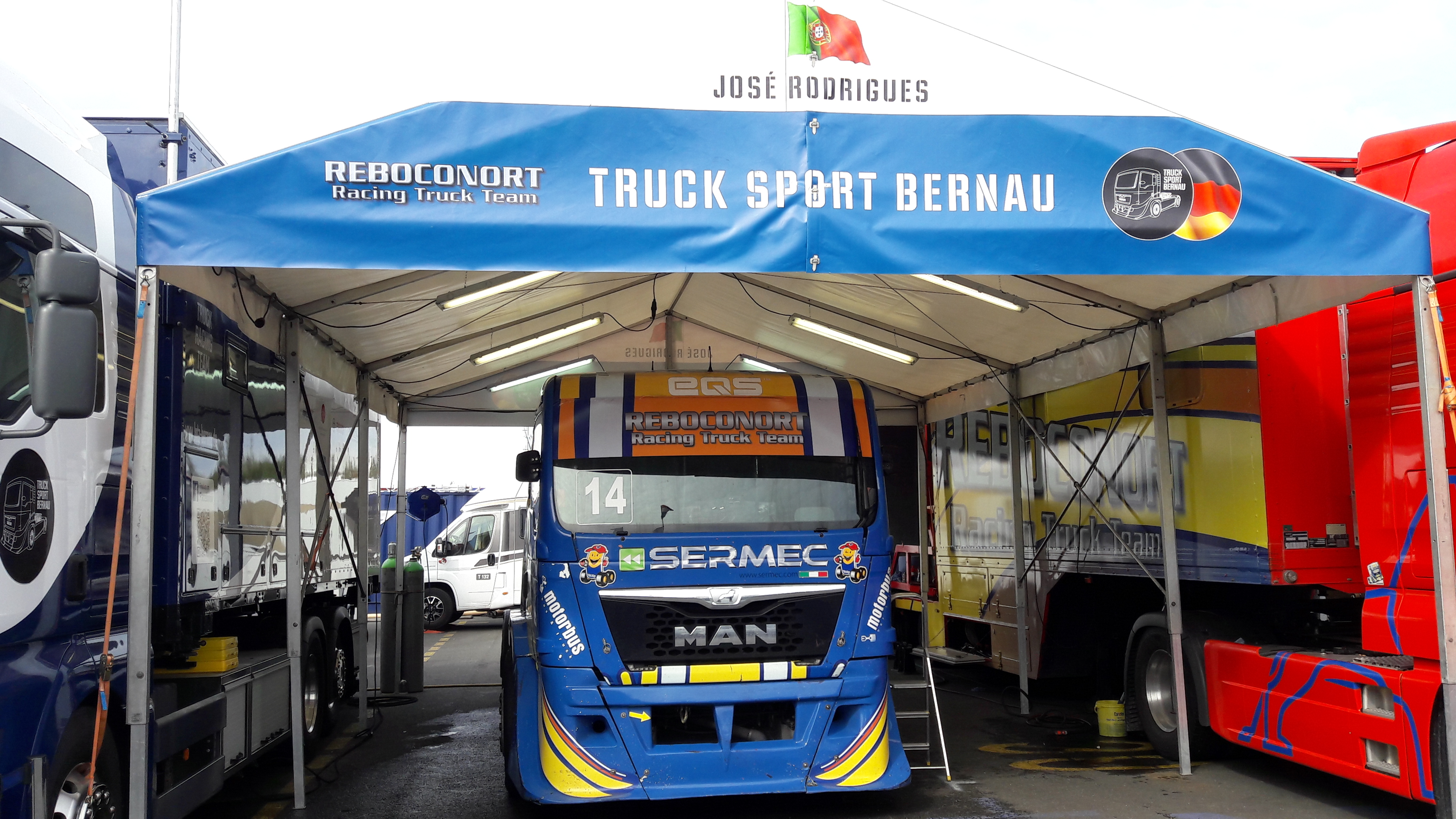
Un des camions des 24 Heures Camions 2017.

Un nouveau promoteur l'ETRA Promotion GmbH fondée le 1er août 2015 s'est vu attribuer le rôle de promoteur par la FIA le 10 juillet 2015 pour gérer les aspects commerciaux et promouvoir le championnat ETRC.
La Pomoteur's Cup est créée à partir de la saison 2016 pour les pilotes ne participant pas à l'intégralité du championnat. La saison 2018 accueille 20 pilotes, il s'agit du plus grand nombre de participations depuis plus de 10 ans.
La Commission des courses de camions de la FIA valide en 2020, l'objectif selon lequel le Championnat devrait atteindre le zéro émission nette d'ici 2038.
Le retour de Norbert Kiss chez Man en 2021, lui permet de renouer avec le titre, le premier depuis 2015. Ce sacre est le point de départ de la période de domination la plus importante de l'histoire du championnat puisque Kiss remporte quatre titres européens consécutifs de 2021 à 2024, portant son total à six couronnes.
En 2021, le championnat devient la première série à utiliser un biocarburant, le bio diesel 100 % durable HVO 100. Cela réduit les émissions nettes de CO2 d’environ 90%.
À partir de 2022, Les pneus usagés sont recyclés par le manufacturier et rechapés pour une utilisation sur route.
En 2023, La réglementation technique autorise les camions de course entièrement électriques et hybrides à partir de 2023. Bien que cet accord de principe soit effectif, l'utilisation de ces technologies prendra du temps, car elles nécessiteront de la recherche et développement de la part des équipes et des constructeurs ainsi que des moyens financiers importants.
L'équipe allemande Hahn Racing avec la collaboration du constructeur Iveco conçoit le premier prototype de camion de course entièrement électrique au monde. Celui-ci n'a encore jamais roulé sur piste.
En 2024, l'introduction d'une nouvelle gamme de pneus Goodyear offre une durabilité accrue, soutenant les efforts de développement durable en réduisant le nombre de pneus utilisés tout au long de la saison.
Le championnat est reconnu pour ses efforts en matière de développement durable en obtenant le niveau trois étoiles le plus élevé du programme d'accréditation environnementale de la FIA et reconnaît les meilleures pratiques et l'engagement à rechercher une amélioration continue grâce à la mise en œuvre d'un système de gestion environnementale.

## Autour de la course

### Organisation
Deux organismes sont chargés de l'organisation des compétitions en ETRC :
- la Fédération internationale de l'automobile (FIA), présidée par Jean Todt assure la direction technique et sportive et détermine les règlements.
- la Truck Race Organisation (TRO), présidée par Fabien Calvet, développe et assure la promotion du Championnat avec les organisateurs, les industries, les constructeurs, les médias jusqu'en 2015.
- Un nouveau promoteur l'ETRA (European Truck Racing Association), présidée par Georg Fuchs, est nommé par la FIA pour assurer la promotion et l'organisation du championnat à partir de la saison 2016 et pour une durée de cinq ans. L'ETRA Promotion sera responsable de la promotion et de la gestion de la série avec des objectifs visant à :
  - Augmenter le nombre de concurrents
  - Contribuer activement auprès de la FIA à un format sportif attrayant et d'optimiser les règlements techniques du championnat
  - Développer et maintenir une excellente relation de travail avec les équipes
  - Augmenter l'exposition médiatique à travers la télévision, les réseaux sociaux
  - Promouvoir le championnat en conservant les spectateurs actuels tout en tentant d'en attirer de nouveaux
  - Attirer de nouveaux sponsors et de nouveaux partenaires

### Championnat

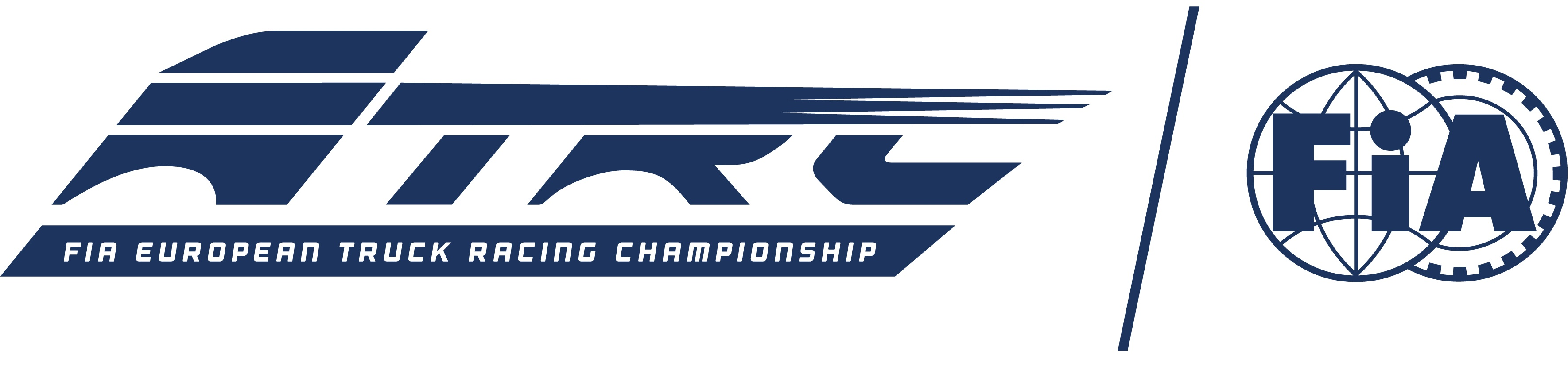
Ancien logo faisant apparaître un camion composé de la cabine et de la remorque

Le Championnat comprend un titre de Pilote Champion d’Europe et un titre d’Équipe Championne d’Europe. Le nombre maximum des épreuves du CECC est fixé à onze. Si, pour atteindre le nombre maximum d’Epreuves inscrites au calendrier, il est nécessaire de désigner plusieurs Epreuves d’un même pays, la FIA se réserve le droit d’accorder une priorité en fonction de l’ancienneté des  Epreuves dans le Championnat.
Le nombre de concurrents engagés à la saison auprès de la FIA est limité à 26 auquel peuvent s’en ajouter 4 ou plus à l’Epreuve (si la limite des 26 n’est pas atteinte). Le nombre maximum de concurrents engagés par épreuve est limité à 30.

### Déroulement d'un weekend
Chaque Grand weekend est composé de quatre courses. Chaque journée permet de visiter les paddocks, de rencontrer les pilotes, de découvrir les coulisses d’une équipe de compétition, de voir les mécaniciens en plein réglage et en pleine réparation du camion. Un village avec une multitude d'animations est également organisé avec une séance de dédicaces des pilotes.

### Règlementation
Les camions doivent avoir des similitudes avec les camions de séries en ce qui concerne :
- la cabine
- les essieux avant et arrière
- la boite de vitesses
- le boîtier de direction
- les composants du système de freinage.

Aucun élément mécanique ne doit être conçu pour engendrer d'effet aérodynamique.
Cylindrée : 13 000 cm3 (13 l) maximum avec bride d’admission turbo de 65 mm maxi
Les camions doivent respecter un poids minimum de 5 800 kg pour les véhicules équipés de freins à disques et de 5 500 kg pour ceux équipés de freins à tambours. Le poids doit être réparti comme suit : 3 300 kg sur essieu avant pour les véhicules équipés de freins à disques, 2 200 kg sur essieu avant pour ceux équipés de freins à tambour.
Le poids minimum est ramené à 5 400 kg (3 200 kg mini sur essieu AV et 2 200 kg mini sur l'essieu AR) pour la saison 2015. 
En 2016 le poids minimum est ramené à 5 300 kg (3 150 kg mini sur essieu AV et 2 150 kg mini sur essieu AR).
La boîte de vitesses est standard (pas d'assistance au passage des rapports), la boîte de vitesses automatique est donc interdite.
La vitesse maximale autorisée en course comme en essais est de 160 km/h depuis la fin de saison de 1989. Les moteurs sont bridés pour une raison de sécurité à cause de l'inertie de telles machines en cas d'accidents, les circuits homologués par la FIA ne pourraient assurer une sécurité suffisante au-delà de cette vitesse. Sans cette restriction, certains camions pourraient dépasser les 220 / 240 km/h.
Cette vitesse est contrôlée par un système satellite de type GPS (des balises GPS sont installés dans chaque camions). En cas de dépassement de la vitesse autorisée, toute une série de pénalités est prévue jusqu'à l'exclusion du pilote à la quatrième infraction constatée.
Chaque pilote sera pénalisé comme suit :
Pendant une séance d'essais :
Les temps obtenus pendant la séance sont annulés. Le pilote partira de la dernière place de la grille de départ s'il y a suffisamment de places sur la grille, sinon le pilote sera considéré comme non qualifié.
Pendant une course :
- 1re infraction : 10 secondes ;
- 2e infraction : 30 secondes ;
- 3e infraction : 60 secondes ;
- 4e infraction : exclusion de la course.

Les pénalités sont ajoutées au temps de course.
Tout camion émettant exagérément de la fumée sera pénalisé, sur recommandation du Délégué Technique.
Pour des raisons de sécurité, à compter de 2013, les camions de course doivent avoir deux essieux rigides, tels que définis à l’Article 290 de l’Annexe J. De plus, un certain nombre d’amendements ont été apportés au Règlement Technique 2013 pour plus de cohérence et de contrôle.

### Sécurité
Les pilotes ont l'obligation de porter des sous-vêtements et une cagoule, une combinaison, des gants, des chaussures montantes, un casque intégral (le plus léger possible), tous ignifugés en Nomex et homologués par la FIA

Schéma du système HANS avec un casque intégral (1 : Armature du Hans - 2 : Sangles - 3 : Points d'attache - 4 : Harnais).

Le dispositif HANS (Head And Neck Support), issu de la compétition automobile, entre en vigueur en 2008 pour les courses de camions en championnat d'Europe. Il s'agit d'un dispositif qui retient la tête de manière qu’elle se déplace avec le reste du corps. En cas de choc, cela réduit considérablement la projection de la tête et l'allongement du cou. Cependant, dès le départ, nombreux sont les pilotes-camions qui se montrent réticents. En effet, le dispositif est alors fixe, ne permettant aucun mouvement latéral de la tête, d'où un angle de vision réduit. Car, si dans les compétitions automobiles, ou dans les grosses écuries camions, équipées de caméras 360° et d'écrans télé, la vision latérale et arrière est possible, il n'en va pas de même pour les autres écuries, vue la largeur de la cabine. Courant 2008, le dispositif Hans va alors être modifié pour tenir compte de ces paramètres. Les sangles qui retiennent le casque solidairement au dispositif ne sont désormais plus fixes mais coulissent, permettant ainsi au pilote de tourner la tête latéralement.

### Grands Prix

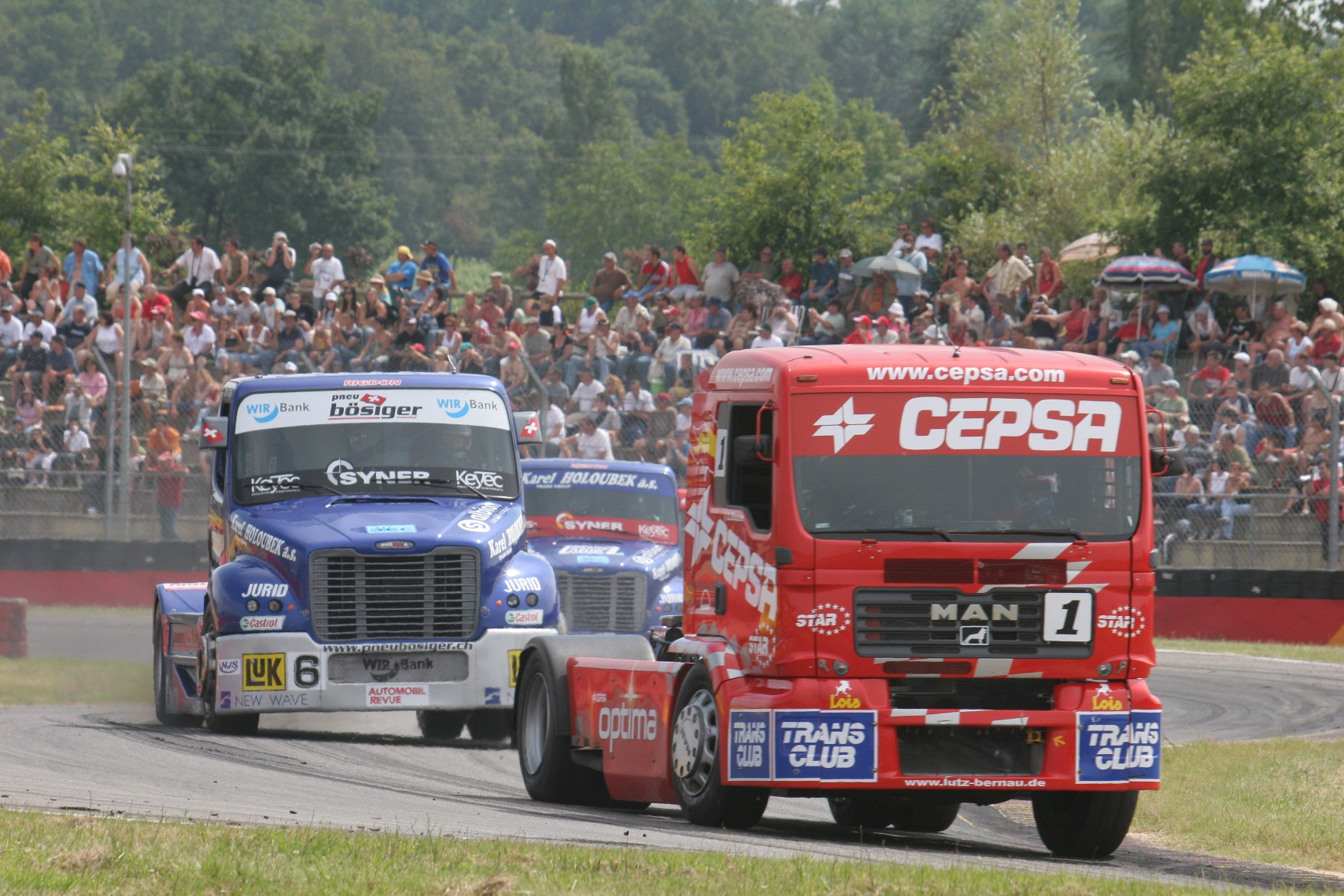
Course disputée lors du Grand Prix de Nogaro 2007 sur le circuit Paul Armagnac.

Le calendrier 2015 comprend 10 rendez-vous dans 8 pays à travers l'Europe sur différents circuits fermés :
| Grand Prix                  | Début |
| --------------------------- | ----- |
| Grand Prix de Valence       | 2000  |
| Grand Prix de Misano        | 1997  |
| Grand Prix de Nogaro        | 2000  |
| Grand Prix du Red Bull Ring | 1999  |
| Grand Prix de Nürburgring   | 1987  |
| Grand Prix de Most          | 1989  |
| Grand Prix du Hungarogring  | 1991  |
| Grand Prix de Zolder        | 1993  |
| Grand Prix de Jarama        | 1985  |
| Grand Prix du Mans          | 1985  |

En 2011, le calendrier des Epreuves du CECC est fixé à dix. Le nombre est fixé à 11 en 2012 et 2013, bien que ce dernier n'en comprenne seulement 10. Les Grands Prix de Grande-Bretagne et d'Istanbul n'ont pas été retenus cette année.

### Circuits
Parmi les circuits mythiques du CECC, le circuit du Jarama en Espagne fut l'un des premiers à figurer au calendrier européen. Ces dernières années, de nouveaux circuits ont fait leur apparition dans le championnat montrant ainsi son développement à travers toute l'Europe : le Circuit d'Istanbul Park (Turquie, 2012), le circuit de Navarre (Espagne, 2013), le circuit du Smolensk Ring (Russie, 2010), qui devient la première course internationale sur un circuit en Russie, le circuit du Slovakiaring (Slovaquie, 2017), ainsi que le circuit du Tor Poznań (Pologne, 2023).

### Qualification
Jusqu'en 2010, Les séances de qualification se déroulent en deux phases. Lors de la première journée, ont lieu deux séances d'essais libres (warm-up) de vingt minutes (ces séances pourront être organisées la veille si nécessaire, auquel cas une séance de warm-up de quinze minutes sera organisée au début de la journée suivante) et la Q2 (séance qualificative) dure vingt minutes. 
Pour la saison 2010 apparaît la Q2 « Super Pole » qui dure dix minutes pour les dix camions ayant réalisé les meilleurs temps lors de la Q1. La « Super Pole » pour les dix camions ayant réalisé les meilleurs temps lors de la Q2 servira à déterminer les dix premières places de la grille de départ de la Course 1.
Lors de la deuxième journée, a lieu une séance d'essais libres de vingt minutes, puis la Q1 d'une durée de vingt minutes et enfin la Q2 « Super Pole » d'une durée de quinze minutes (Q2). La « Super Pole » pour les dix camions ayant réalisé les meilleurs temps lors de la Q2 servira à déterminer les dix premières places de la grille de départ de la Course 3.
Pour la saison 2017, les deux séances d'essais libres (warm-up) de la première journée ont une durée de trente minutes. La Q2 (séance qualificative) pour les deux journées passent de vingt à dix minutes.
En 2024, un nouveau format de qualification fait son apparition et se déroule en trois séances distinctes.
Lors de la Q1, les pilotes ont quinze minutes pour réaliser le meilleur temps au tour possible et faire partie des 12 qualifiés en Q2. Les pilotes éliminés seront classés en fond de grille à partir de la 13e place.
La Q2 d'une durée de dix minutes détermine les places de la 12e à la 7e.
Les six derniers pilotes en course se retrouvent alors en Q3 pour 5 minutes. À la fin, le classement de cette Q3 déterminera la position sur la grille des 6 premiers.

### Courses
La course doit faire au minimum quarante-cinq kilomètres, plus ou moins un tour. Le départ des courses est donné par l'allumage des feux verts en départ lancé. La durée des courses est très courte, de l'ordre de vingt minutes et correspond à une distance de 45 kilomètres plus ou moins un tour.
Avant de commencer une course proprement dite, les pilotes procèdent à un tour de formation, qui leur permet de mettre en température le moteur, les freins et les pneumatiques. Avant ce tour, les monoplaces se placent sur la grille de départ, suivant la position déterminée par les qualifications et les pénalités distribuées le cas échéant (tour de mise en pré-grille). Quand le tour de mise en grille est terminé, le directeur de course active la procédure de départ de la course par l'allumage immédiats des cinq feux rouges en feux verts en départ lancé. C'est le drapeau à damier à la fin du dernier tour qui donne la fin de la course.
Les huit premiers des courses 1 et 3 partent en départ inversé pour les courses 2 et 4 (le 1er part à la 8e position, le 2e à la 7e, etc.) et dans cette configuration, il est plus difficile de dépasser pour revenir aux avant-postes, mais le but est de rendre les courses plus attrayantes et de provoquer des remontées avec des bagarres en course.

### Réglages et réparations
Entre chaque course, les mécaniciens aidés par un superviseur et aiguillés par les ingénieurs apportent de nouveaux réglages et réparent les pièces détériorées à la suite d'une sortie de piste ou une collision avec un ou plusieurs camions. Les changements d'organes mécaniques doivent être effectués dans un délai très court entre chaque course. De plus la lourdeur des pièces rendent le travail des mécaniciens particulièrement difficile. En effet un moteur de camion dépasse la tonne, une boîte de vitesses pèse 600 kg.

### Système de classement
Le classement d'un Grand Prix est établi une fois que les pilotes franchissent la ligne d'arrivée lors du dernier tour. L'ordre d'arrivée décide de l'attribution des points. Les points attribués sont différents selon l'ordre des courses.
Du 1er au 10e, les points sont distribués suivant ce barème : 20, 15, 12, 10, 8, 6, 4, 3, 2, 1 pour les courses 1 et 3.
Du 1er au 10e, les points sont distribués suivant ce barème : 10, 9, 8, 7, 6, 5, 4, 3, 2, 1 pour les courses 2 et 4.
Ce classement n'est valable que pour les pilotes qui parcourent 90 % des tours accomplis par le vainqueur, et comprend ceux qui ont abandonné.
Le cumul des points attribués lors de chaque épreuve détermine la position finale des pilotes au championnat.
Pour la saison 2015, la règle d'attribution change, en effet contrairement aux années précédentes où les points des courses 2 et 4 étaient minorés, toutes les courses rapportent le même nombre de points :
du 1er au 10e, les points sont distribués suivant ce barème : 20, 15, 12, 10, 8, 6, 4, 3, 2, 1.
Lors de la saison 2016, le système de points initial est repris.
| Rang |                |                |
| Rang | Courses 1 et 3 | Courses 2 et 4 |
| ---- | -------------- | -------------- |
| 1er  | 20 points      | 10 points      |
| 2e   | 15 points      | 9 points       |
| 3e   | 12 points      | 8 points       |
| 4e   | 10 points      | 7 points       |
| 5e   | 8 points       | 6 points       |
| 6e   | 6 points       | 5 points       |
| 7e   | 4 points       | 4 points       |
| 8e   | 3 points       | 3 points       |
| 9e   | 2 points       | 2 points       |
| 10e  | 1 point        | 1 point        |

## Technologies
Les performances en accélération sont :
- 0 à 100 km/h : 5 secondes ;
- 30 à 160 km/h : 7 secondes, équivalente à celle d'une Porsche 911 GT3.

Vitesse maximale : 160 km/h en course comme en essais. Sans cette restriction certains camions pourraient atteindre les 220 / 240 km/h.

### Moteur
Le moteur doit provenir de la gamme commerciale du constructeur dans l'année de production. Le camion doit avoir été produit à un minimum de 100 exemplaires.
À partir de 2015, le choix du moteur est libre, par exemple un camion Man peut être équipé d'un moteur Mercedes. 
Selon les camions le moteur se trouve en position centrale derrière ou sur la partie avant de la cabine. La position à l'arrière permet une meilleure répartition des masses et la position avant modifie le centre de gravité. Les mécaniciens de l'équipe n'ont pas le droit d'apporter eux-mêmes des modifications d'amélioration sur les moteurs, ils doivent faire appel aux ingénieurs de la marque spécialement amenés sur les circuits dans un souci de confidentialité.
- Suralimentation : 1 turbo pour les trucks et 2 pour les super-trucks
- Cylindrée: 13 litres (13 000 cm3)

La puissance est de 1 600 ch en super-truck et de 1 200 ch en truck.
La puissance d'un moteur de course est 2 à 2,5 fois supérieure à celle d'un moteur de série.
- Couple : 5 500 N m (poussée sur les pistons > 30 tonnes)
- Régime maxi : 3 000 tr/min

La consommation moyenne d'un camion de course est de 100 litres de diesel (bio-diesel) pour 100 km.
- Alimentation : injection directe ou common rail

S'il existe un champion du monde des pilotes et un championnat par équipe, il n'y a pas de championnat des motoristes. Man est le motoriste en tête du palmarès avec 20 titres pilote.

### Transmission et boîte de vitesses
La boîte de vitesses est libre, mais elle doit provenir d’une gamme commerciale de boîte de vitesses de camions.
Elle doit avoir été produite à un minimum de 300 exemplaires par an.
Les composants internes ne peuvent pas être modifiés.
La boîte de vitesses est située à l'arrière du moteur et comporte 16 rapports. Le changement de vitesse se fait manuellement.
Les camions de course utilisent une suspension à ressorts à lames à l'ancienne à l'avant et à l'arrière, mais il existe également des amortisseurs haut de gamme.
Une des caractéristiques des roues est que lorsque les pilotes tournent, elles viennent prendre de l'angle de façon à mieux enrouler le virage. Dans le paddock à faible vitesse, on a l'impression que les roues se décentrent complètement et se couchent sur le côté. Cela permet au pilote de ne pas beaucoup braquer à vitesse élevée.
En 2024, la réglementation technique impose un angle de chasse sur l’essieu avant limité à 30 degrés. Cette modification était nécessaire suite à des problèmes liés au système de direction et aux dommages des pièces mécaniques.
"Auparavant, l'angle de chasse de l'essieu avant n'était pas spécifiquement réglementé, ce qui a conduit à un large éventail de réglages adoptés par les équipes en quête de gains de performances", a déclaré Frans Steilberg, délégué technique de la FIA. « Ces réglages, bien que destinés à améliorer les performances, entraînaient souvent des problèmes tels que des ressorts cassés et une contrainte accrue sur les pneus avant. »
En introduisant cette réglementation, le championnat vise à optimiser les performances des camions tout en assurant la longévité des composants critiques.

### Cabine
La cabine dispose de deux sièges baquet. Le siège gauche pour le pilote et le siège droit pour un invité lors d'essais démonstratifs. Le pilote dispose d'un ordinateur de bord sur lequel il peut visualiser sa vitesse, le rapport de vitesse enclenché, le temps au tour et par secteur, la pression d'huile, la pression du turbo, les températures des divers organes de la machine. Des panneaux d'interrupteurs situés à droite du pilote lui permettent de gérer entre autres la pression des freins à l'avant et à l'arrière ainsi que la temporisation de l'eau pour les refroidir. S'y trouvent également le coupe-circuit, les boutons de la radio de communication avec l'équipe présente dans les stands, et le limiteur de vitesse pour entrer dans la voie des stands.

### Pneumatiques
La distribution des pneus de course se fait par le Truck Racing Organisation (TRO), le promoteur officiel du championnat depuis 2011. L'équipe professionnelle de TRO est présente sur tous les circuits avec une unité de montage mobile où les pneus sont montés et l'assistance technique fournie.
Les règlements stipulent que seuls les pneus homologués par la FIA peuvent être utilisés. Les pneumatiques ne doivent pas avoir une largeur excédant 315 mm et une profondeur de bande de roulement de 2 mm au début des essais ou une course.
Les jantes en aluminium sont de 22,5 × 9  pouces (diamètre × largeur).
Le manufacturier américain Goodyear Tire and Rubber Company fournit toutes les équipes en pneumatiques depuis 2003. Il propose pour la première fois un pneu standard de qualité slick pour les courses de camions et développe ensuite un revêtement spécial, semi slick pour les conditions sec et mouillée. Pour la saison 2006, un nouveau pneu a été introduit, appelée Goodyear Truck Racing. Ce pneu a été spécialement conçu, développé et fabriqué pour offrir la meilleure performance possible pour les participants du championnat. Il a nécessité une construction optimisée, au niveau de la bande de roulement et de la structure, pour pouvoir supporter la chaleur, la vitesse et les autres conditions extrêmes trouvées sur les circuits. Il a de bonnes caractéristiques d'usure et d'adhérence. Chaque camion est limité à 6 pneus par jour de course soit 12 au total pour un weekend. Une seule qualité de pneu est proposée pour le sec et en cas de pluie dans un souci de maintien des coûts. 
Le manufacturier intègre en 2011, une puce RFID dans ses pneumatiques, ce qui permet aux officiels de la FIA d'avoir une traçabilité et une garantie sur le respect de la règlementation quant au nombre de pneus utilisés à chaque weekend de course. 
En 2016 Goodyear Tire & Rubber devient un partenaire officiel et poursuit son engagement à long terme dans le championnat par la signature d'un contrat pour les 3 prochaines années.
En 2024, une nouvelle qualité de pneus est proposée pour offrir une meilleure adhérence en particulier en cas de pluie. En maximisant la surface de contact et en assurant une répartition uniforme de la pression, les pneus offrent une meilleure traction et stabilité sur la piste, augmentant ainsi les normes de sécurité. Les nouveaux pneus offrent également une durabilité accrue, soutenant les efforts de développement durable en réduisant le nombre de pneus utilisés tout au long de la saison.

### Système de freinage
Le système anti-blocage ou tout autres systèmes d'assistance ainsi que le système anti-patinage sont interdits.
Pour des raisons de sécurité, la réglementation technique oblige les camions à être munis de deux circuits de freinage séparés (avant et arrière).
Le système de freinage est à air comprimé dont la pression ne doit pas excéder 12 bars. Il y a donc deux réservoirs d'air.
Le pilote dirige, en actionnant une pédale, l'air hors des réservoirs dans les tuyaux des freins et une vanne ALB (Valve de détection de charge) située entre les deux, lui permet d'ajuster la quantité de pression allant dans les activateurs des chambres de freins.
Les quatre roues sont munies de freins à disque, d'étriers et des actuateurs actionnés par l'air. À l'intérieur, il existe des vannes de déverrouillage rapide pour permettre à l'air de sortir plus rapidement et une vanne de protection complète, comme pour les camions standards, pour séparer les circuits avant et arrière. En cas de fuite, un des deux circuits reste actif.
Afin de garder les disques de freins en température entre 400 °C et 500 °C, le pilote pulvérise de l'eau afin d'éviter une trop forte température qui risquerait de brûler les plaquettes. 
Les disques de feins sont équipés de capteurs de température, le pilote surveille donc sur son écran de contrôle la température de ses freins et dispose d'une soupape de régulation qui vient augmenter le débit d'eau de façon à améliorer le refroidissement de ses freins. Les réservoirs d'eau contiennent 200 litres et sont consommés à chaque manche de vingt-cinq minutes.
Plusieurs systèmes de pulvérisation existent pour les camions engagés, certains ont un débit constant, d'autres ont des buses reliées à la pédale de frein, de sorte que l'eau arrive dès que les pilotes appuient sur la pédale, et d'autres ont un débit par intermittence.
Le circuit le plus exigeant pour le système de freinage est le circuit de Zolder.

## Figures emblématiques
Les années 1990 furent marquées par le britannique Steve Parrish, premier quintuple champion d’Europe toutes catégories confondues en 1990, 1992 et 1993 en catégorie classe C, en 1994 et 1996 dans la catégorie Super-trucks. Curt Göransson devient le premier triple champion pendant trois années consécutives en 1988, 1989 et 1990 en classe C. Heinz-Werner Lenz devient le deuxième triple champion pendant trois années consécutives en 1997, 1998 et 1999 en catégorie trucks.

### Période contemporaine
En 2006, lors du passage en catégorie unique, Antonio Albacete remporte son deuxième titre et gagne un nouveau titre en 2010. On peut également citer David Vršecký qui remporte le titre en 2008 et 2009.
Les années 2010 sont principalement dominées par Jochen Hahn qui devient le premier sextuple champion d'Europe (2011, 2012 , 2013, 2016, 2018 et 2019). Sa suprématie est remise en cause par le Hongrois Norbert Kiss titré à son tour en 2014, 2015, 2021, 2022, 2023 et 2024.

## Palmarès, bilans et records

### 1985–1993

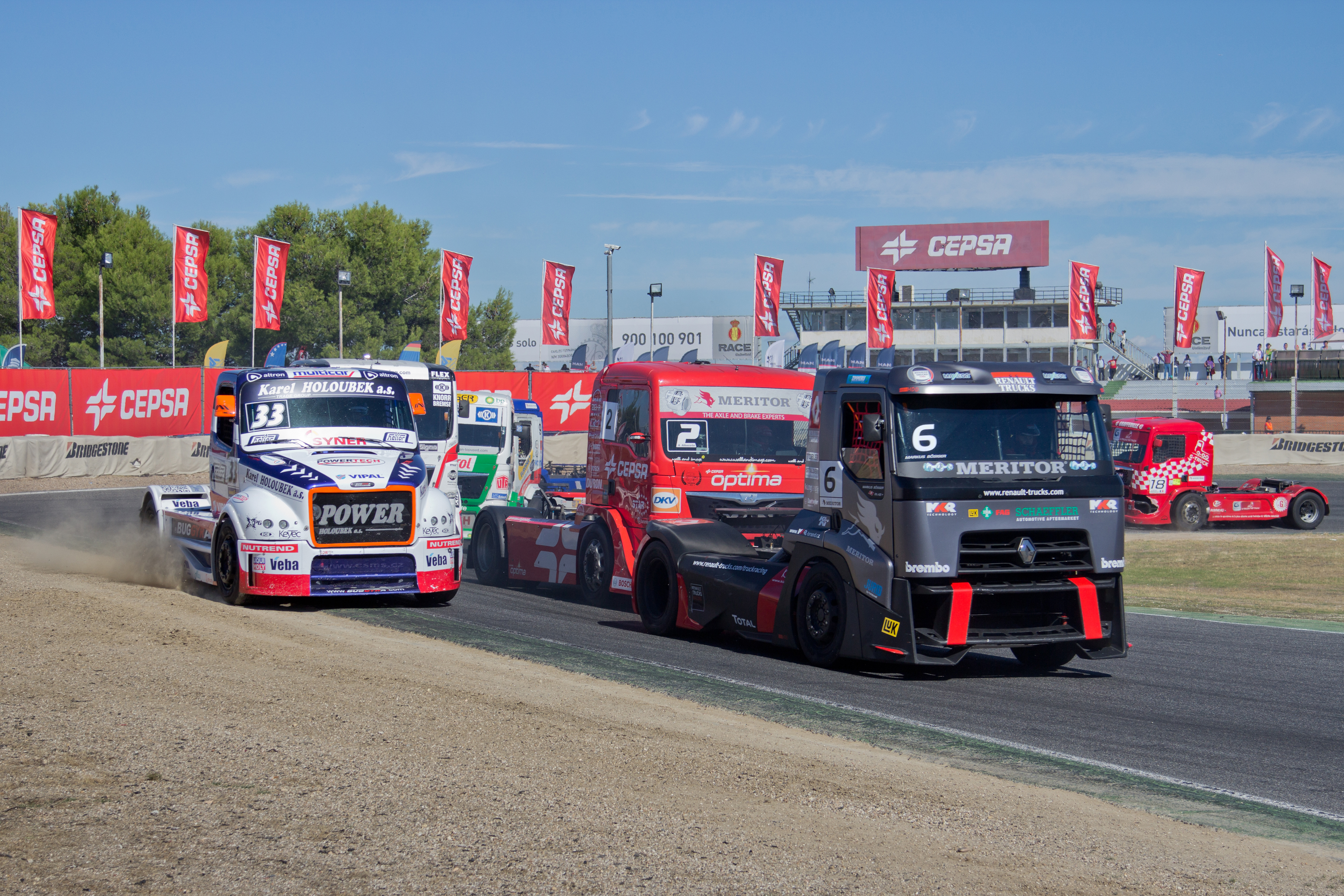
Grand Prix d'Espagne, en 2013.

| Année | Classe A       | Classe A             | Classe B          | Classe B               | Classe C       | Classe C             |
| ----- | -------------- | -------------------- | ----------------- | ---------------------- | -------------- | -------------------- |
| 1985  | Rod Chapman    | Ford Cargo           | Richard Walker    | Leyland                | Yves Barrat    | Renault R390         |
| 1986  | Mel Lindsay    | Leyland Roadtrain    | Slim Borgudd      | Volvo White            | Curt Göransson | Volvo N12            |
| 1987  | Rod Chapman    | Ford Cargo           | George Allen,     | Volvo White            | Slim Borgudd   | Volvo White          |
| 1988  | Gérard Cuynet  | Ford Cargo           | Curt Göransson    | Volvo N12              | Rolf Björk     | Scania T-143M        |
| 1989  | Rod Chapman    | Volvo N12            | Curt Göransson    | Volvo N12              | Thomas Hegmann | Mercedes-Benz 1450-S |
| 1990  | Axel Hegmann   | Mercedes-Benz        | Curt Göransson    | Volvo N12              | Steve Parrish  | Mercedes-Benz 1450-S |
| 1991  | Richard Walker | Volvo White Aero     | "Jokke" Kallio    | Sisu SR 340            | Gerd Körber    | Phoenix MAN          |
| 1992  | Richard Walker | Volvo White Aero     | "Jokke" Kallio    | Sisu SR 340            | Steve Parrish  | Mercedes-Benz 1450-S |
| 1993  | Gérard Cuynet  | Mercedes-Benz 1733-S | Harri Luostarinen | Sisu SR 340 Revolution | Steve Parrish  | Mercedes-Benz 1450-S |

### 1994–2005 (Coupes d'Europe FIA)
| Année | Super-Trucks         | Super-Trucks                  | Trucks            | Trucks               |
| ----- | -------------------- | ----------------------------- | ----------------- | -------------------- |
| 1994  | Steve Parrish        | Mercedes-Benz 1834-S          | Boije Ovebrink    | Volvo NL12           |
| 1995  | Slim Borgudd         | Mercedes-Benz 1834-S          | Martin Koloc      | Sisu SR 340          |
| 1996  | Steve Parrish        | Mercedes-Benz 1834-S          | Martin Koloc      | Sisu SR 340          |
| 1997  | Harri Luostarinen    | Caterpillar TRD               | Heinz-Werner Lenz | Mercedes-Benz 1938-S |
| 1998  | Ludovic Faure        | Mercedes-Benz Atego Renntruck | Heinz-Werner Lenz | Mercedes-Benz 1938-S |
| 1999  | Fritz Kreutzpointner | MAN 18.423 FT                 | Heinz-Werner Lenz | Mercedes-Benz 1938-S |
| 2000  | Harri Luostarinen    | Caterpillar TRD               | Noël Crozier      | MAN 19.414           |
| 2001  | Fritz Kreutzpointner | MAN TR 1400                   | Lutz Bernau       | MAN 19.414           |
| 2002  | Gerd Körber          | Buggyra MK 002                | Egon Allgäuer     | MAN TGA              |
| 2003  | Gerd Körber          | Buggyra MK 002/B              | Lutz Bernau       | MAN TGA              |
| 2004  | Markus Oestreich     | Volkswagen Titan              | Stuart Oliver     | MAN TGA              |
| 2005  | Ralf Druckenmüller   | Volkswagen Titan              | Antonio Albacete  | MAN TGA              |

| Année | Super-Trucks B  | Super-Trucks B |
| ----- | --------------- | -------------- |
| 2001  | Stan Matějovský | Tatra          |

### 2006 – (Championnats d'Europe FIA)

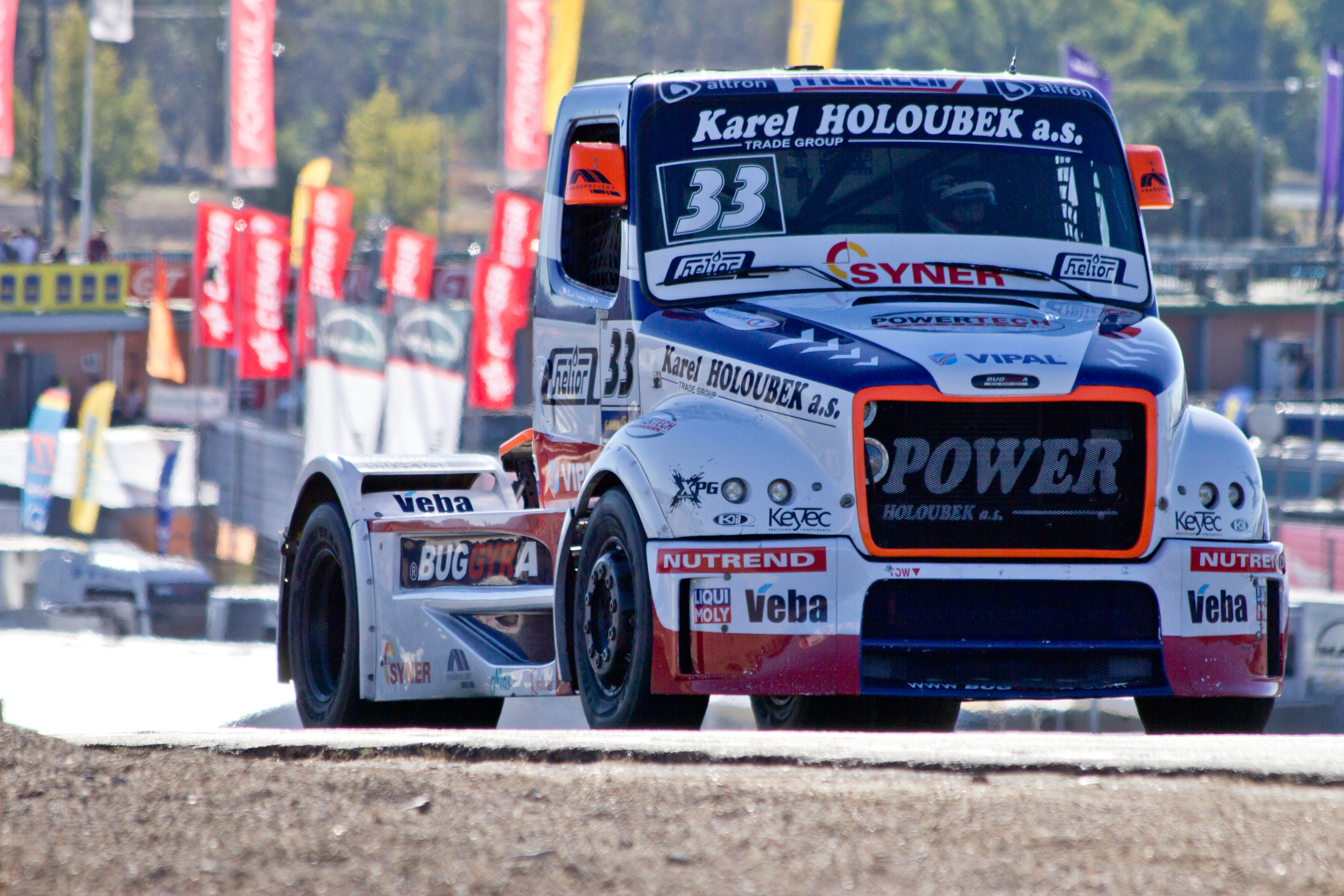
Le champion d'Europe 2008 et 2009 David Vršecký (Jarama 2013);

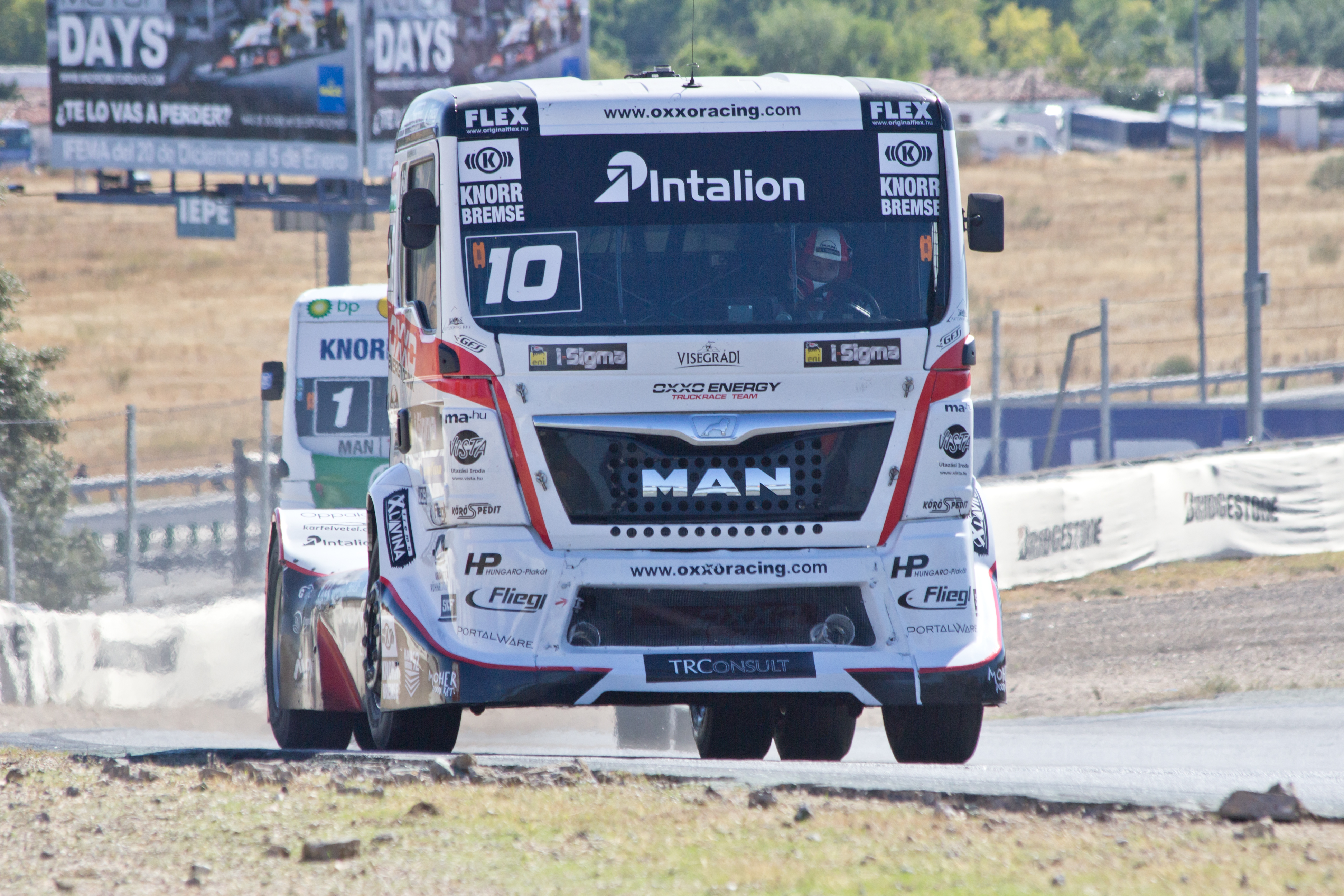
Le champion d'Europe 2014 Norbert Kiss (Jarama 2013).

| Année | Pilote            | Camion        |
| ----- | ----------------- | ------------- |
| 2006  | Antonio Albacete  | MAN TGA       |
| 2007  | Markus Bösiger    | Freightliner  |
| 2008  | David Vršecký     | Freightliner  |
| 2009  | David Vršecký     | Freightliner  |
| 2010  | Antonio Albacete  | MAN TGS       |
| 2011  | Jochen Hahn       | MAN TG        |
| 2012  | Jochen Hahn       | MAN TG        |
| 2013  | Jochen Hahn       | MAN TGS       |
| 2014  | Norbert Kiss (en) | MAN           |
| 2015  | Norbert Kiss      | MAN           |
| 2016  | Jochen Hahn       | MAN           |
| 2017  | Adam Lacko        | Freightliner  |
| 2018  | Jochen Hahn       | Iveco Stralis |
| 2019  | Jochen Hahn       | Iveco Stralis |
| 2021  | Norbert Kiss      | MAN           |
| 2022  | Norbert Kiss      | MAN           |
| 2023  | Norbert Kiss      | MAN           |

### Records de titres par marques (1985-2024)
- 20 fois : MAN
- 13 fois : Mercedes-Benz
- 11 fois : Volvo
- 6 fois : Freigtliner
- 5 fois : Sisu
- 3 fois : Ford
- 2 fois : Caterpillar, Leyland, Volkswagen, Iveco
- 1 fois : Renault, Scania, Tatra

### Records de titres par équipe (1995-2024)
- 5 fois : Buggyra Racing 1969
- 4 fois : Die Bullen von Iveco Magirus, Révész & T Sport
- 3 fois : Truck Sport Lutz Bernau Team
- 2 fois : MKR Technology,
- 1 fois : Team Reinert Adventure,

### Records de titres par pilote (1985-2024)
- 6 fois : Jochen Hahn, Norbert Kiss
- 5 fois : Steve Parrish,
- 4 fois : Curt Göransson
- 3 fois : Rod Chapman, Richard Walker, Harri Luostarinen, Heinz-Werner Lenz, Gerd Körber, Antonio Albacete, Slim Borgudd
- 2 fois : Gérard Cuynet, Jouko "Jokke" Kallio, Harri Luostarinen, Fritz Kreutzpointner, David Vršecký, Lutz Bernau, Martin Koloc
- 1 fois : Adam Lacko, Yves Barrat, Noël Crozier, Ludovic Faure, Stuart Oliver, Rolf Björk, Boije Ovebrink, Markus Oestreich, Markus Bösiger, Ralf Druckenmüller, Egon Allgäuer, Stanislav Matějovský, Mel Lindsey, George Allen, Axel Hegmann, Thomas Hegmann

(Nota Bene: le français Alain Ferté a été vice-champion d'Europe catégorie Super-Race-Trucks en 1999 sur DAF, et ses compatriotes Fabien Calvet (1999 en Race-Trucks) et Michel Bassanelli (2005 en Super-Race-Trucks) ont terminé troisièmes de catégorie chacun)

### Records de victoires par pilote (2000-2019)
- 128 victoires :  Jochen Hahn (2000-...) en 682 courses (soit 15,28 %) (série en cours)
- 104 victoires :  Antonio Albacete (1997-2015) et (2017-...) en 778 courses (soit 16,63 %) (série en cours)
- 68 victoires :  David Vršecký (2002-2015) et 2017
- 55 victoires :  Adam Lacko (2003-...) (série en cours)
- 46 victoires :  Norbert Kiss (2011-...) en 291 courses (soit 13,07 %) (série en cours)
- 12 victoires :  René Reinert (2012-2016) (2018-...) en 204 courses (soit 2,55 %)
- 10 victoires :  Stephanie Halm (2014-...) en 160 courses (soit 4,60 %) (série en cours)
- 4 victoires :  Anthony Janiec (2007-2018)
- 4 victoires :  Andre Kursim (2014-...) (série en cours)
- 4 victoires :  Benedek Major (2013
- 3 victoires :  Ryan Smith (2016-...)
- 3 victoires :  Sascha Lenz
- 2 victoires :  Shane Brereton (2016-...)
- 2 victoires :  Jose Rodrigues (2010-...) en 23 courses (soit 6,67 %) (série en cours)

## Culture populaire

### Supporters
| Année | Nombre spectateurs |
| ----- | ------------------ |
| 2013  | 529 510            |
| 2012  | 493 350            |
| 2011  | 486 290            |
| 2010  | 500 000            |
| 2009  | 430 000            |

Les spectateurs présents sont à 95 % des gens issus du secteur routier. Chaque Grand Prix accueille de 15 000 spectateurs à plus de 100 000 spectateurs pendant les trois jours. Le Grand Prix d'Allemagne reste le plus populaire, il a accueilli plus de 212 000 spectateurs en 2012 et accueille plus de 100 000 spectateurs chaque année. Le Grand Prix au Mans réalise des records d'affluence ces dernières années pour atteindre 80 000 spectateurs en 2023. Il s'agit du deuxième rassemblement sportif sur le continent européen après la formule 1.

### Jeux vidéo
Renault Trucks Racing est un jeu de simulation de conduite en Haute Définition. Ce jeu permet de piloter un Renault Premium Racing, le même utilisé dans le FIA European Truck Racing contre cinq adversaires. Ce jeu est disponible sous de nombreux supports : version PC, en ligne, iPhone, Android, Ipad, et Facebook.
Mercedes-Benz Truck Racing est un jeu vidéo disponible sur PC développé par Synetic dans lequel on peut évoluer en mode championnat, course simple et multijoueurs.
FIA Truck Racing Championship sortie le 18 juillet 2019, édité par BigBen Interactive est la seule simulation officielle qui reprend toutes les spécificités du Championnat ETRC, disponible sur PC, Xbox one, PS4 et Nintendo Switch

## Médias

### Presse écrite
France Routes est un magazine français de référence dans le monde du transport routier. Chaque mois, il s’intéresse à l'actualité du camion (dernières nouveautés de poids lourds, essais, manifestations). Il propose également quelques pages résumant les courses passées.

### Médias audiovisuels
L'ensemble du championnat 2012 a été suivi par 80 millions de téléspectateurs dans 209 pays.
La saison 2018 est suivie par 111 millions de téléspectateurs dans 198 pays, cela représente une augmentation supplémentaire de 13% par rapport à l'année précédente.
La plupart des courses peuvent être regardées en direct sur Sport1, auto motor et sport, SWR, ARD (MoMa), ZDF (maintenant Sport) ou ntv, youtube.

## Aspects économiques
Les courses sont un laboratoire technologique pour les camions de série. Les conditions extrêmes de course permettent par exemple de mesurer les performances et la fiabilité des moteurs et des pneumatiques. Les victoires et les titres de champion profite à l'image de marque des constructeurs.
Le budget des meilleures équipes est de plus d'un million d'euros par camion pour une saison. 

### Sponsors
Pour la première fois de son histoire, le championnat bénéficie d'un contrat de nommage. Le 15 mars 2022, l'ETRA annonce que Goodyear deviendra le sponsor titre du championnat pour les trois prochaines saisons. En 2024, le partenariat est renouvelé pour trois saisons supplémentaires.
Ces dernières années, le championnat a multiplié les partenariats officiels avec de grands groupes industriels, Goodyear Tire & Rubber en 2016, Iveco et Total Energies en 2021, Bernard Krone Holding en 2017 et depuis 2023, Jost en 2024 et Eurowag en 2025. Ces nouvelles collaborations régulières démontrent une attractivité toujours plus forte du championnat tant au niveau des performances sportives que des solutions en matière de développement durable.

### Retombées économiques
Les week-end de courses génèrent des revenus importants pour les économies locales. Les 24 heures Camions ont générées 13,2 millions d'euros en 2023 pour le département de la Sarthe.